# Olivier Jornot
Olivier Jornot, né le 12 mai 1969 à Genève, est un avocat et une personnalité politique suisse, procureur général du canton de Genève depuis le 1er avril 2012.

## Biographie
Après avoir commencé sa carrière politique au sein du parti Vigilance, pour lequel il est attaché de presse et responsable de la section de Vernier, il rejoint le parti libéral genevois dont il assure la présidence de 2002 à 2006.
Élu conseiller municipal de la commune de Veyrier de 1995 à 2002, il accède ensuite au Grand Conseil du canton de Genève le 9 octobre 2005.
Le 20 novembre 2008, il échoue dans la lutte pour l'investiture de son parti pour l'élection au Conseil d'État, devancé au 1er tour par Mark Muller et Isabel Rochat.
Il a le grade de  colonel de l'armée suisse.

### Procureur général de Genève
Le 1er décembre 2011, il est élu par le Grand Conseil genevois au poste de Procureur général de Genève, à la suite de la démission de Daniel Zappelli. Choisi pour terminer le mandat de ce dernier, il entre en fonction le 1er avril suivant pour deux ans. Lors des élections du pouvoir judiciaire le 13 avril 2014, il est confirmé dans ses fonctions par les électeurs genevois contre Pierre Bayenet.
Le 3 février 2020, lors du dépôt des candidatures, aucun candidat ne se présente face à lui, il est donc réélu tacitement dans ses fonctions.
Il est candidat en 2026 à cette même élection contre Pierre Bayenet.